# Chiesa di San Gaggio
La chiesa di San Gaggio è un luogo di culto cattolico che fa parte del complesso di un ex convento in via Senese a Firenze.

## Storia
Fondato tra il 1339 e il 1345 da Simone Fidati col titolo di Santa Caterina del Monte, venne unito nel 1353 ad un antico monastero dedicato a san Caio papa (o San Gaggio). Protettrice di questo convento fu la famiglia Corsini, che dette all'edificio l'aspetto di un fortilizio.
Attualmente la chiesa non è accessibile a causa dei lavori di ristrutturazione del convento.

## Descrizione
All'interno l'altare a sinistra è ornato da pala con la Guarigione del cieco nato di Francesco Cungi proveniente dalla chiesa di San Bartolomeo a Monteoliveto, datata 1590 e commissionata dall’abate olivetano Vincenzo Cambini. 
Vi si trova la cappella di sant'Andrea Corsini (1603), affrescata da artisti dell'ambito del Poccetti e ornata da una Assunzione e santi, assegnabile a Domenico Albertini, nipote e allievo di Girolamo Macchietti. L'altare maggiore fu eretto su disegno del Cigoli, al quale si deve anche la Disputa di santa Caterina (1603) e nell'ovato in alto lo Sposalizio mistico di santa Caterina, tutte su commissione del senatore Bartolomeo Corsini, patrono della chiesa. Provengono da questa cappella i monumenti funebri trecenteschi dei Corsini trasportati in Santo Spirito.
In sacrestia si trova una tela tarda di Lorenzo Lippi con la Sacra Famiglia celeste e terrena.
Il 20 aprile 1999 sono state recuperate dai Carabinieri due tele del Seicento, già scomparse nel settembre di due anni prima; insieme vi erano anche due tempere ad olio risalenti al XVII secolo, di forma ottagonale, con ritratti il Volto di Cristo e San Francesco con Bambino Gesù.